# Endless (canción de Toto)
«Endless» Es el Quinto y Último Sencillo del álbum Isolation de la banda de rock Toto. Lanzado sólo en Reino Unido en 1985.

## Personal
- Fergie Fredericksen: Voz principal
- David Paich: Teclados, coros
- Steve Lukather: Guitarra, coros
- Jeff Porcaro: Batería
- Steve Porcaro: Teclados
- Mike Porcaro: Bajo

- Datos: Q3725124